# 領土不拡大の原則
| サブスタブ | この項目は、まだ閲覧者の調べものの参照としては役立たない、書きかけの項目です。この項目を加筆・訂正などしてくださる協力者を求めています。このテンプレートは分野別のサブスタブテンプレートやスタブテンプレート（Wikipedia:分野別のスタブテンプレート参照）に変更することが望まれています。 |

領土不拡大の原則（りょうどふかくだいのげんそく）は、カイロ宣言や大西洋憲章で示された第二次世界大戦の講和条約で連合国が新たに領土を獲得しないとする原則。

## 領土問題
日本政府はこの原則に基づき、北方四島の返還をソ連(現ロシア)政府に求めている。